# Colombia i olympiska sommarspelen 1984
Colombia deltog i de olympiska sommarspelen 1984 med en trupp bestående av 39 deltagare, och totalt tog landet en silvermedalj.

## Boxning
Lätt flugvikt
- Francisco Tejedor
  - Första omgången — Bye
  - Andra omgången — Förlorade mot Mamoru Kuroiwa (JPN), 1:4

Bantamvikt
- Robinson Pitalua
  - Första omgången — Bye
  - Andra omgången — Besegrade Hugh Dyer (BEL), RSC-2
  - Tredje omgången — Besegrade Babar Ali Khan (PAK), 5:0
  - Kvartsfinal — Förlorade mot Maurizio Stecca (ITA), 0:5

## Bågskytte
Herrarnas individuella
- Juan Echavarria - 2379 poäng (→ 41:a plats)

## Cykling
Herrarnas linjelopp
- Nestor Mora — 8:e plats
- Fabio Parra — 21:a plats
- Carlos Jaramillo — 52:a plats
- Rogelio Arango — fullföljde inte (→ ingen placering)

## Friidrott
Herrarnas 400 meter
- Manuel Ramirez-Caicedo
  - Heat — 47,17 (→ gick inte vidare)

Herrarnas 10 000 meter
- Domingo Tibaduiza
  - Kval — 29:07,19 (→ gick inte vidare)

Men's Marathon
- Domingo Tibaduiza — fullföljde inte (→ ingen placering)

Herrarnas 20 kilometer gång
- Querubín Moreno
  - Final — 1:26:04 (→ 9:e plats)

- Héctor Moreno
  - Final — 1:27:12 (→ 12:e plats)

- Francisco Vargas
  - Final — 1:28:46 (→ 18:e plats)

Herrarnas 50 kilometer gång
- Querubín Moreno
  - Final — DNF (→ ingen placering)